# Orbelín Pineda
Orbelín Pineda Alvarado, conhecido também por Orbelín Pineda (Coyuca de Catalán, Guerrero, 24 de março de 1993) é um futebolista mexicano que atua como meia. Atualmente defende o AEK Atenas.

## Títulos
Guadalajara
- Supercopa do México: 2016
- Campeonato Mexicano (Clausura): 2017
- Copa do México (Clausura): 2017
- Liga dos Campeões da CONCACAF: 2018

Cruz Azul
- Supercopa do México: 2019
- Campeonato Mexicano (Clausura): 2021

Seleção Mexicana
- Copa Ouro da CONCACAF: 2019, 2023
- Liga das Nações da CONCACAF: 2024–25[1]

AEK Atenas
- Campeonato Grego: 2022–23
- Copa da Grécia: 2022–23